# 13701 Roquebrune
13701 Roquebrune este un asteroid din centura principală de asteroizi.

## Descriere
13701 Roquebrune este un asteroid din centura principală de asteroizi. A fost descoperit pe 20 iulie 1998 la Caussols, în cadrul proiectului ODAS. Asteroidul prezintă o orbită caracterizată de o semiaxă mare de 2,27 ua, o excentricitate de 0,15 și o înclinație de 3,6° în raport cu ecliptica.